# Waterpop

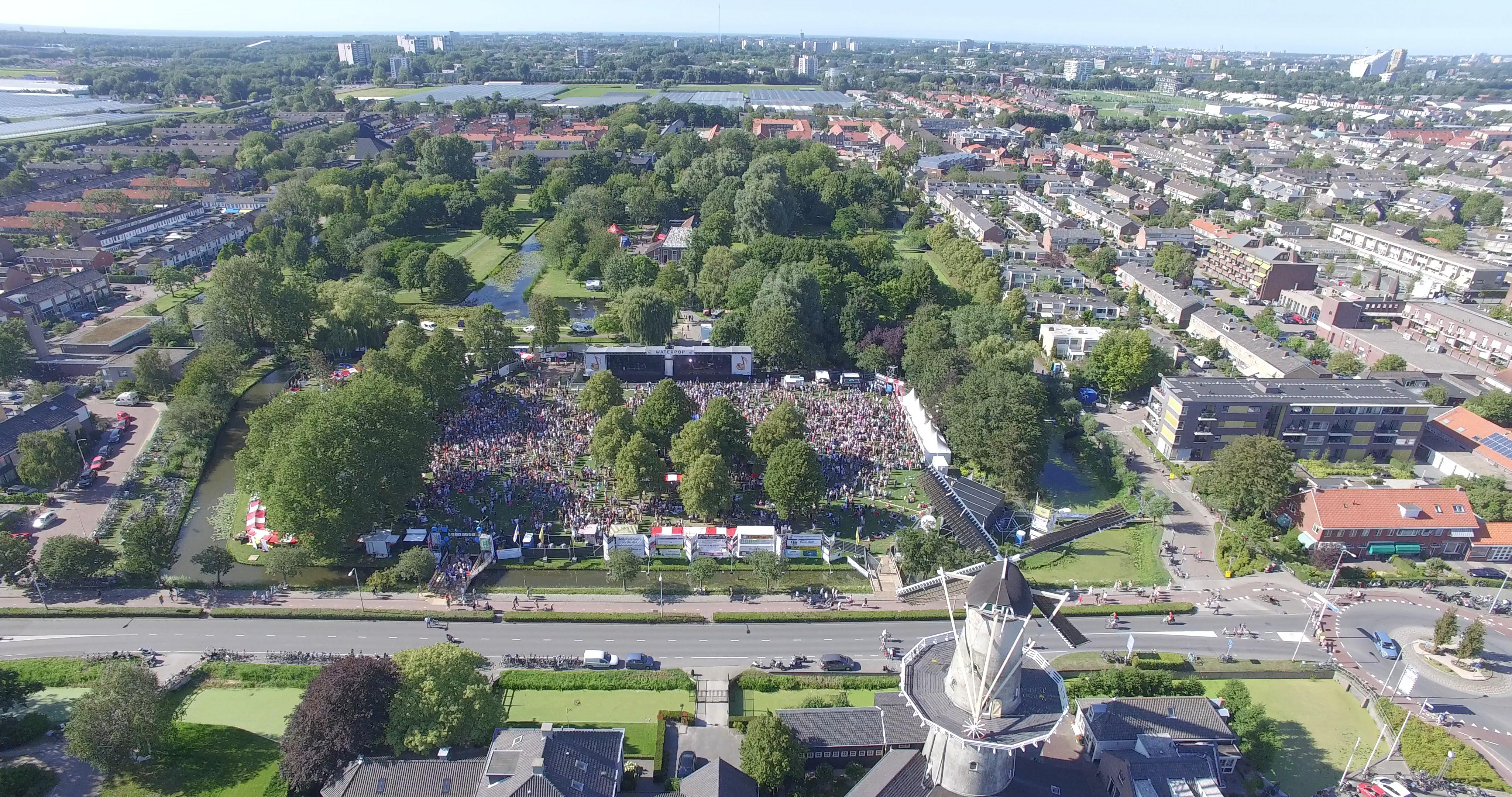
Waterpop 2015

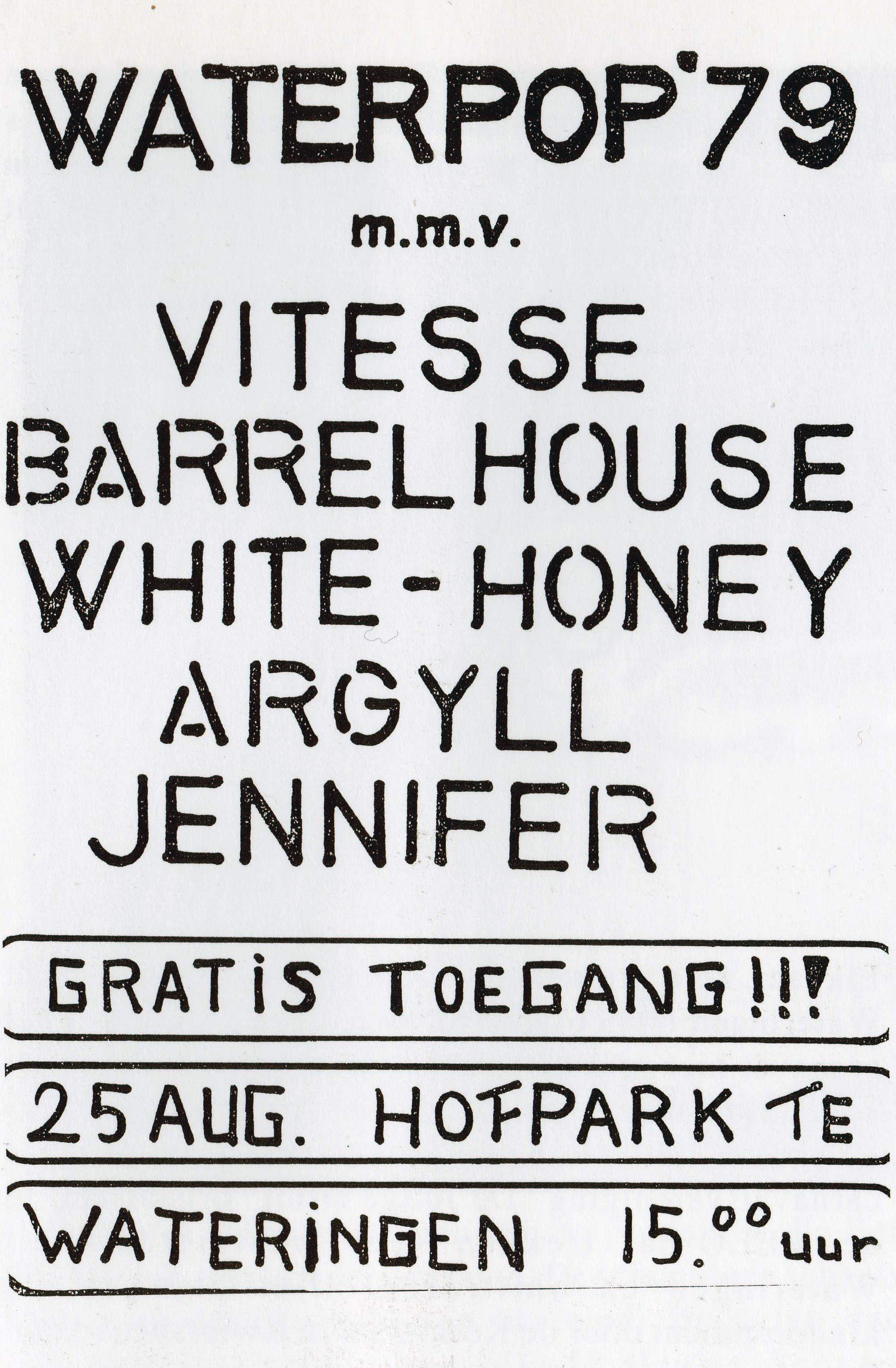
Poster van de tweede editie van Waterpop

Waterpop is een jaarlijks gratis festival dat wordt gehouden in het Hofpark in de Nederlandse plaats Wateringen. Er komen jaarlijks zo'n 25.000 bezoekers.
De eerste editie van het festival werd gehouden op 1 juli 1978. Daarmee is het een van de oudste, gratis toegankelijke muziekfestivals van Nederland. Waterpop heeft de naam om artiesten vroeg te ontdekken; veel bands die later groot zijn geworden waren al in een vroeg stadium op Waterpop te zien. Waterpop is geboren uit een samenwerking van de Culturele Raad van Wateringen en sociëteit Nederland 3.
Waterpop ontvangt geen subsidie, wordt gesponsord door het bedrijfsleven en werkt uitsluitend met vrijwilligers.

## Edities
Hieronder staan voor alle voorgaande edities, de acts die op het podium stonden en het aantal bezoekers.
| Jaar | Artiesten | Presentatie                                         | Bezoekers           |
| ---- | --- | --------------------------------------------------- | ------------------- |
| 1978 | The Hoochie Coochie Band, Lucifer |                                                     | tussen 500 en 3.000 |
| 1979 | Jennifer, Argyll, White Honey, Barrelhouse, Vitesse |                                                     | 5.000               |
| 1980 | Frozen Frog, Lee Roberts and the Sweaters, Warren Harry, Rosa King, Bintangs, Inga Rumpf |                                                     | 7.000               |
| 1981 | The Pack, Toontje Lager, Flavium, Mark Foggo, Harry Muskee Gang, Innersleeve | Ricky Hogendorp                                     | 7.000               |
| 1982 | Splendid Mood, VandenBerg, Reality, Jo Lemaire + Flouze, AA and the Doctors, Herman Brood and his Wild Romance, The Comsat Angels | Secret Mark                                         | 10.000              |
| 1983 | Our World, Unknown, Deep Water Blues Band, Haags Blues Collectief, Switch Bitch, Spiker, Way of the West, De Dijk, Fay Lovsky, Der Polizei, John Watts | Jules Deelder                                       | 16.000              |
| 1984 | Trevira 2000, KoolSkool, Barnplayers, Befour, Spot the Looney, The Nits, Dr. Feelgood, Secret Sounds, Friends Again, Kenji Suzuki, Time Bandits, The Bluebells |                                                     | 18.000              |
| 1985 | Eyeliner, Blues Orkest, Tip On In, The Three Alleycats, Casual Affairs, Prima Volta, Ricky & the Frog, Het Klein Orkest, Tom Verlaine, The Men They Couldn’t Hang, The Long Ryders, Nick Lowe (& Paul Carrack)                                                                      | Jan Smeets                                          | 20.000              |
| 1986 | Catmen, Burn the Blankets, Many More, Batmobile, Boom Boom Mancini, Ten Sharp, Ruby Turner, Claw Boys Claw, The Fall, A Case of Tomatoes, Defunkt, Arno Hintjens | Adeline van Lier                                    | 23.000              |
| 1987 | Slauerhoff, Kobus gaat naar Appelscha, The Walkman, Blue Murder, Jango Edwards, Weekend at Waikiki, Kiem, Brendan Croker and the Five O’Clock Shadows, Southside Johnny and the Jukes, Carla Thomas, I’ve got the Bullets, It Bites, The Comsat Angels                              | Jango Edwards                                       | 22.000              |
| 1988 | Bad to the Bone, Ivy Green, De Boegies, The Jack of Hearts, Jan Rot, Tröckener Kecks, The Gun Club, Candy Dulfer's Funky Stuff, Fatal Flowers, The Screaming Blue Messiahs, The Triffids, Luther Allison                                                                            | Maja van den Broecke                                | 23.000              |
| 1989 | Green, Wreckless Eric, The Serenes, Melrose, Hi Ho Silver, De Dijk, Lesbian Dopeheads on Mopeds, Gaye Bykers on Acid, The Plastic Dolls, The House of Love, L'Attentat, Urban Dance Squad                                                                                           | De Brio’s                                           | 26.000              |
| 1990 | Toy Factory, Maximum Bob, Henry Rollins, The Flintstones, The Scene, Africa Soli, The Fish Hospital, Ruff Ruff and Ready, De Raggende Manne, Something Happens, The Soup Dragons | Fer Abrahams                                        | 20.000              |
| 1991 | Nojoke, The Godfathers, Blue Guitars, Spasmodique, East Meets West, Kevin Coyne, Sjako!, Shoot the Moon, The Cropdusters, The Serenes, Albatross | Fer Abrahams                                        | 23.000              |
| 1992 | vrijdag: Westlands Mannenkoor zaterdag: Alabama Kids, Bianca ‘Bob’ & Flystrip, Powerplay, Loschi Dezi, Into Paradise, Rausch, Daryll-Ann, The Walkabouts, The Pilgrims, Del Amitri, An Emotional Fish                                                                               | Willem Ekkel                                        | 25.000              |
| 1993 | Easy Meat, The Watchman, Hallo Venray, Betty Goes Green, Sister Double Happiness, Magic Frankie and the Blues Disease, Macavity’s Cat, The Belsonic Sound, Radiohead, Claw Boys Claw, Manic Street Preachers                                                                        | Carola Hamer                                        | 25.000              |
| 1994 | Inspiral Carpets, Visions of Johanna, The Blue Man Can, Chicas del Rock, Malka Family, Oyster Band, The Scene, dEUS, Nemo, The Verve, Pele | Hubert van Hoof                                     | 25.000              |
| 1995 | Ten Sharp, Noordkaap, Alison Gross, Thunderin’ Hearts, Cobraz, Cranes, Lou Dalgleish, Junkhouse, Dub War, Miniature Horses, Vent | Marc Stakenburg                                     | 23.000              |
| 1996 | Miscellaneous, Benjamin B., Naked Raven, Slagerij van Kampen, Faithless, Vivid, Skik, The Wrong, Jammah Tammah, Motorpsycho, Osdorp Posse, Compulsion | Marc Stakenburg                                     | 26.000              |
| 1997 | vrijdag: Jaap van Zweden & The Amsterdam Saxophone Quartet, Timeless, De Dopegezinde Gemeente, La Vie en Rose. zaterdag: Cheech Wizard, Mizpah, The Big Geraniums, Grumpyhead, The Hellacopters, Johan, I Against I, Dead Moon, Bettie Serveert, Caesar, Bushman, Urban Dance Squad | vrijdag: Tupperware Trio zaterdag: Bral en Bontebal | 26.000              |
| 1998 | Hefner, Thou, The Parlour, Septysed, De Heideroosjes, Supersub, China Drum, Travoltas, Dead Man Ray, Cords, Junkie XL | Bral en Bontebal                                    | 24.000              |
| 1999 | Club Massif, Sippe Sibbele, Judge Abraham & the Jury, Dyzack, Benjamin B, IsOokSchitterend, Handsome 3some, Skinny, Soulwax, Liquido, In Extremo | Gerard van den IJssel                               | 25.000              |
| 2000 | Wallrus, Racoon, Krang, Arid, Zea, Within Temptation, Green Lizard, Novastar, Krezip, Dilana Smith, Project 2000 | Pierre Wind                                         | 30.000              |
| 2001 | Nosferato, Birgit, Boo!, Kaja, 16Down, Darkane, Bastian, Das Pop, Emmi, January, Peplab, Apocalyptica | Pierre Wind                                         | 25.000              |
| 2002 | vrijdag: Margriet Eshuijs & Maarten Peters, Percossa featuring Cesar Zuiderwijk, El Tattoo del Tigre, Phoenix, Batuque Capoeira zaterdag: Dog’s Nop, Zober, Düreforsög, Frezno Falls, Flip Kowlier, Kirsten, Zornik, Jaya the Cat, Biffy Clyro, E-life, Jovink en de Voederbietels  | Pierre Wind                                         | 22.000              |
| 2003 | Grechko’s Doll, Bombshelter ft. Simon Vinkenoog, The Spades, Incense ft. Musical Wind Unit, Cascade, New Cool Collective Big Band, Caesar, BAAL, Epica, Postmen, The Darkness | Boozy                                               | 25.000              |
| 2004 | The Peptones, Face Tomorrow, zZz, Textures, Wealthy Beggar, Gem, Janez Detd., Jerry Fish & The Mudbug Club, Sioen, Bal des Boiteux, Kitty Wu, Young Heart Attack, De Band Krijgt Kinderen                                                                                           | Dennis Weening                                      | 20.000              |
| 2005 | Kitty Contana, LPG, The Slackers, Hackensaw Boys, Relax, Voicst, Stuurbaard Bakkebaard, Triggerfinger, The Internationals, Malkovich, Spider Rico, Von Spar, Rockband Poppenkast | Gebroeders De Gier                                  | 23.000              |
| 2006 | Wipneus & Pim Trakteren, Mose Lee, Taxi To The Ocean, Born from Pain, Mint, Ziggi, Cooper, The Opposites, Archie Bronson Outfit, T99, Lefties Soul Connection, Spinvis, Think of One presents Tráfico                                                                               | Chris van der Ende                                  | 23.000              |
| 2007 | vrijdag: Cesar Zuiderwijk, Dance Expression, De Waterlanders, D!K, Brave, No Comment zaterdag: Knofje en het circus, Furistic, El Pino & The Volunteers, The Psyke Project, Magnapop, Astrosoniq, Green Hornet, Moke, Matik, Opgezwolle, Antwerp Gipsy-Ska Orkestra                 | DJ Zwaardski                                        | 35.500              |
| 2008 | Ome Jans KinderDiscoShow, Cinq Croniq, Shane Shu, As We Fight, Jeugd van Tegenwoordig, Hyacinth House, Bloody Honkies, The Madd, Hot Water, Repomen, Hit Me TV, Wicked Jazz Sounds Band, Korai Öröm                                                                                 | DJ Zwaardski                                        | 22.500              |
| 2009 | Hippe Gasten, Unzip The Catfish, GMB, The Bony King of Nowhere, Death Letters, Room Eleven, Tenement Kids, Storybox, Elle Bandita, Gomer Pyle, De Kift, Julian Sas, DAT Politics | Frank van Olmen                                     | 24.000              |
| 2010 | Go Back to the Zoo, Peter Pan Speedrock, Blaudzun, The Deaf, Joana & The Wolf, Dÿse, Pure Reason Revolution, Blue Grass Boogiemen, Saint Jude, Buster Shuffle, Irieginal Abrahamm, The Upstairs, Dirk Scheele & Band                                                                | Rob Kemperman                                       | 24.000              |
| 2011 | Kapitein Winokio, Flying Flapjacks, Ralph de Jongh & Crazy Hearts, Candybar Planet, Kensington, Hooverphonic, Shaking Godspeed, Phantom Four & The Arguido, Vanderbuyst, Jon Amor Blues Group, Balthazar, Fishbone, La Chiva Gantiva                                                | Rob Kemperman                                       | 19.000              |
| 2012 | vrijdag: Niet van hier, Marjolein & Joyce, Leo Gstrein, Burger Zoe zaterdag: Moss, Gavin Friday, Dope D.O.D., Rats on Rafts, The Medics, Bliksem, 24Pesos, The Backcorner Boogie Band, Man Like Me, Bullerslug, Fabian, De Mannen van DINK!                                         | Michael den Otter                                   | 28.000              |
| 2013 | Hippe Gasten, Jon Tarifa, Sunday Sun, Jungle By Night, Hausmagger, Tessa Rose Jackson, traumahelikopter, The New Shining, Sólstafir, The Delta Saints, Orange Goblin, Skip&Die | Michael den Otter                                   | 24.500              |
| 2014 | Samba Salad, Andere Koek!, Wooden Saints, Apneu, The Posies, Diablo Blvd., Hunting the Robot, Bells of Youth, Heymoonshaker, Hallo Venray, Great Minds, Yes Sir Boss | Sjoerd van Oortmerssen                              | 24.000              |
| 2015 | 4Beat, Paul Istance and the Magic Mumble Jumble, Sue the Night, Orange Skyline, De Staat, Brother & Bones, Dario Mars & the Guillotines, Wolfskop, Aaron Keylock, Dret & Krulle, Magnus, Lyre le Temps                                                                              | Henk Kanning                                        | 23.500              |
| 2016 | One Two Trio, Jo Goes Hunting, Dagny, Rise of the Wood, Steak Number Eight, Drive Like Maria, Dazzled Sticks, Canshaker Pi, Bazart, Wille and the Bandits, Bökkers, Coasts, Gallowstreet                                                                                            | Henk Koolen                                         | 21.500              |
| 2017 | vrijdag: Darlyn, Boogie Beasts, Band of Friends, DeWolff zaterdag: VOF de Kunst, The Lighthouse, Thijs Boontjes Dans- en Showorkest, Dad’s Amaryllo, Broken Witt Rebels, Lucas Hamming, Only Shadows, Pip Blom, Evil Invaders, The Grand East, Warhola, Admiral Freebee, Knarsetand | vrijdag: Boozy zaterdag: Gideon Rozendaal           | 29.000              |
| 2018 | Bombastic, Mama Franko, Emma Bale, Blackbird, blackwave., Wulf, Evil Empire Orchestra, LUWTEN, Airways, Leif de Leeuw Band, The Picturebooks, Fleddy Melculy, Projekt Rakija | Marco Bijsterbosch                                  | Niet bekendgemaakt  |
| 2019 | De Kinderband, Playyard, Peer, Chackie Jam, Sofie Winterson, Bo Saris, AVEC, Tape Toy, Ten Times A Million, Channel Zero, Electric Hollers, Moncrieff, Andy Frasco & The U.N. | Martje Schoemaker                                   | Niet bekendgemaakt  |
| 2020 | Geen editie, in verband met COVID-19 | n.v.t.                                              | n.v.t.              |
| 2021 | Geen editie, in verband met COVID-19 | n.v.t.                                              | n.v.t.              |
| 2022 | vrijdag: Komodo, Rrrags, King of the World, Valvetronic Brassband zaterdag: Lucky Fonz III, Elle Hollis, POM, Banji, Only the Poets, Jeangu Macrooy, Het Gezelschap, Ramkot, RAMAN., RHEA, Saint Agnes, De Kraaien                                                                  | vrijdag: Valentijn Twisk zaterdag: Remco Visker     | Niet bekendgemaakt  |
| 2023 | vrijdag: Lov3less, Ruben Hoeke Band, Fire Horse, Power to the Pipo zaterdag: MeneerTjes SlodDe & Vos, Inge van Calkar, Primaat, Kuzko, High Hi, EUT, Marathon, The Scratch, Little Hat, Hideous, Opus Kink, Lo Poloko                                                               | vrijdag: Valentijn Twisk zaterdag: Jasper Leijdens  | Niet bekendgemaakt  |
| 2024 | vrijdag: Historian,Ciao Lucifer, Splinter, Rens, Jaïr & Ome Uncle zaterdag: Cowboy Billie Boem, Harvest Road, Roos Blufpand, Zen Link, Lenny Monsou, The Vices, Library Card, Oproer, AJ Plug, Bony Macaroni, Swear Blind, ZEP                                                      | vrijdag: Valentijn Twisk zaterdag: Joeri Gordijn    | Niet bekendgemaakt  |